# Пуми
| Пуми          |
| Мађарски пуми |

| ФЦИ:    | Група 1 Група 1 1#56 |                                        |
| AKC:    | Радни                | Архивирано на веб-сајту (3. март 2008) |
| ANKC:   | Група 5 (радни пси)  |                                        |
| KC(UK): | Пастирски            |                                        |
| NZKC:   | Радни                |                                        |
| UKC:    | Пси чувар            |                                        |

Пуми (мађ. Pumi; лат. Canis familiaris ovilis villosus terrarius Raitsitsi) је врста теријера, средње величине. Пуми је оригинална мађарска раса овчарског пса.

## Спољашњи изглед
Већина пумија је сиве боје. Сиви пумији се рађају као црни и боја им почиње прелазити у сиве између 6 и 8 недеље живота. Прихватљиве боје за пумија су још црна, бела и браон-жута са тамнијом нијансом. Још неке боје као браон, мешано црно-жута (такозвана вучја шара), плавкаста; али ове боје нису прихваћене на такмичењима.
Длака пумија је коврџава, густа и средње дужине до 7 cm. Одржавање крзна је потребно вршити шишањем свака два до четири месеца. Уколико се не одржава длака полако почиње да губи потребну боју.
Пумијев трејдмарк је његово уво, држање и облик. Високо подигнут и благо повијен у шпицевима. Такође су покривене са дужом длаком него остатак део тела.
Пуми има веома лагану телесну масу, али изгледа већи него што је у стварности захваљујући свом густом крзну.
- Мужјак пумија достиже висину од 41/47cm и тежину од 10/15kg
- Женка пумија достиже висину од 38/44cm и тежину од 8/13kg

## Темперамент
Пуми је веома протектив према својим ближњима и зна бити неповерљив према странцима, тако да социјализација јединке мора почети веома рано. Веома су активни, живи, интелигентни и лако се мотивишу помоћу хране или играчке.

## Историја
Пуми је првобитно био коришћен као чувар куће и чувар стада било које врсте: оваца, крава, свиња. Такође је био веома користан у уништавању штеточина било које врсте. Пуми је, као раса, настао у временском периоду 17/18. века када је донет на територију Мађарске из Немачке и Француске као врста теријера за чување стада.
Ова врста је била мешана са пулијем, који су већ били присутни на тим просторима и као резултат тога је испао веома добар чувар стада и веран пас пуми. Као радни пас је био слободно одгајан све до 1970, а друге две врсте Пули и Муди су били коришћени за побољшање особине ове пасмине.
Пуми је 1966. године добио и званично признавање расе (Fédération Cynologique Internationale,FCI). Ова пасмина је била релативно непозната ван Мађарске до седамдесетих година двадесетог века, када су први пут 1973. извезени за Финску а 1985. године за Шведску. Убрзо после тога ова пасмина је прихваћена, између осталог и због свог изгледа, и брзо се раширила по Европи, а током деведесетих година прошлог века и за Америку.

## Сродне врсте
- Пули
- Муди
- Бриард
- Ратлер
- Шпиц